# Mitromorpha insolens
Mitromorpha insolens é uma espécie de gastrópode do gênero Mitromorpha, pertencente a família Mitromorphidae.